# دير القمر

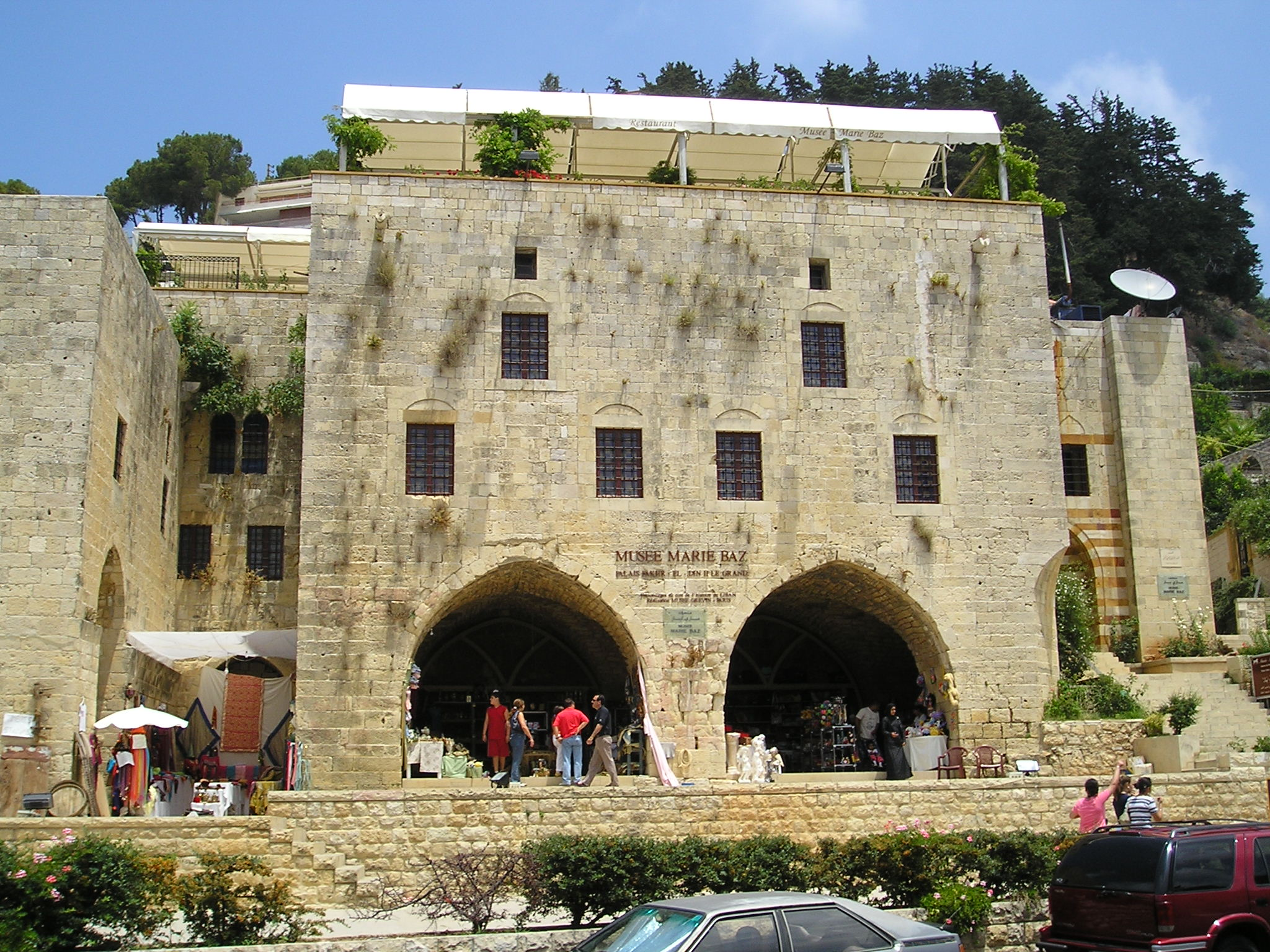
قصر فخر الدين

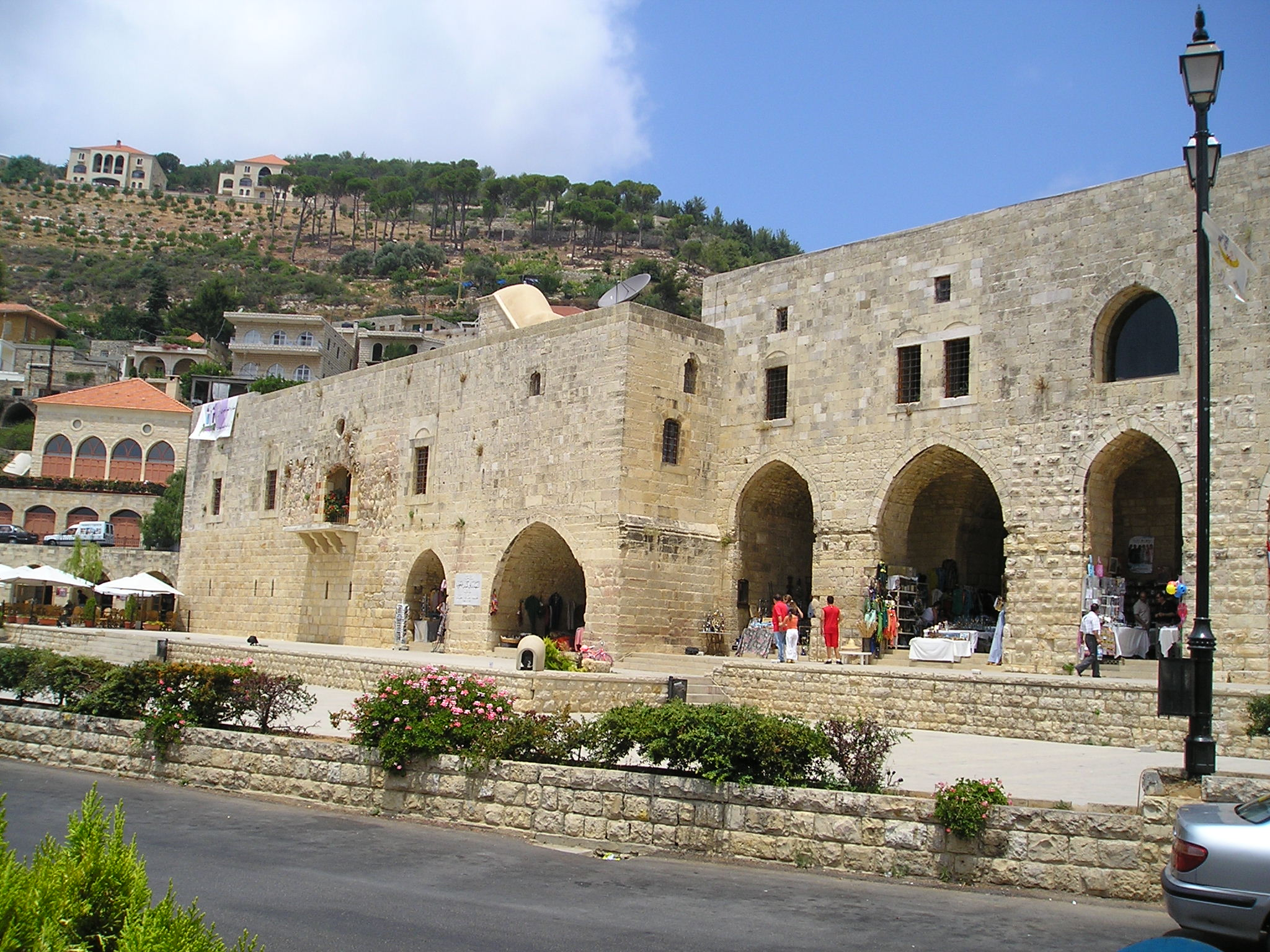
خان الحرير

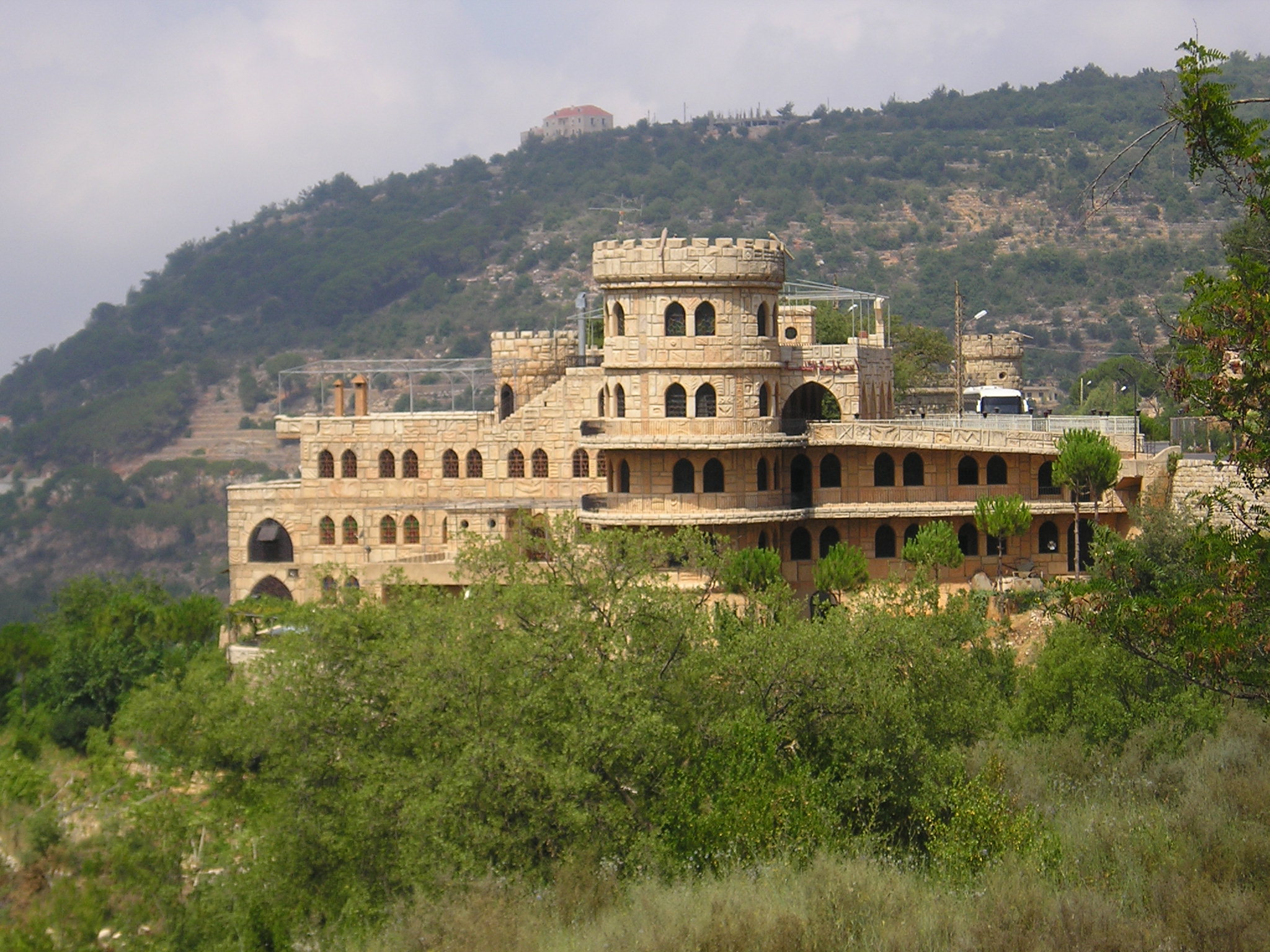
قلعة موسى

دير القمر هي قرية لبنانية تقع في منطقة الشوف في محافظة جبل لبنان. للبلدة مكانة هامة في تاريخ لبنان حيث كانت عاصمة للأمراء المعنيين. أدرجت سنة 1945 على لائحة التراث العالمي. كانت من البلدات القلائل التي سلمت من التهجير والتدمير إبان حرب الجبل سنة 1983 بين القوات اللبنانية ذات الأغلبية المسيحية والحزب التقدمي الاشتراكي ذي الأغلبية الدرزية.

## جغرافيتها
تقع دير القمر على بعد 40 كلم عن بيروت وترتفع 790 م عن سطح البحر. يشكل المسيحيون وخاصةً الموارنة أغلبية سكانها بالإضافة إلى الروم الكاثوليك والمسلمون السنة. من أشهر أعلام البلدة الرئيس اللبناني الأسبق كميل شمعون الذي رأس نجله دوري بلديتها منذ 1998 وحتى 2008. تعتبر دير القمر من كبرى بلدات الشوف.

## التسمية
يقال أن اسمها يعود إلى صورة قمر كانت منقوشة على أحد جدرانه. فيما يقول مؤرخون آخرون أن لفيفاً من الرهبان عثروا على بقايا دير مهدم في غابة تقع أعالي البلدة، فراحوا يبنوها في الليل على ضوء القمر لأنهم كانوا مضطرين للعمل في النهار لكسب لقمة العيش، كما أنّ أقدم وثيقة خطية يرد فيها اسم دير القمر، كما باقي أسماء قرى الشوف، تعود إلى سنة 1260 في كتاب Tabulae Ordinis Theutonici.

## معالمها
تقع البلدة قبل قصر بيت الدين وفيها العديد من المعالم الطبيعية والتاريخية. فدير القمر كانت مقر الإقامة الصيفي للأمراء المعنيين ومركزاً لهم أثناء حكمهم إمارة جبل لبنان:
- الكنائس: وتضم البلدة ست كنائس هي:
  - مارجرجس
  - سيدة النجاة
  - سيدة الفقيرة
  - مار إلياس
  - الوردية
  - سيدة التلة التي اعتبرت عجائبية ويؤمها الزوار لتقديم النذورات.
- سراي الأمير يوسف الشهابي
- سراي الأمير فخر الدين المعني الثاني والذي تحول إلى متحف الشمع.
- سوق السكافي الأثري الذي يعود تاريخه إلى القرن السادس عشر. ويتألف من ثمانية وثلاثين محلاً ومحترفاً للسكافيين يعمل فيه ما يقارب المئتي عامل حرفي.
- ساحة الميدان يتوسطها بركة مستديرة تتغذى من نبع الشالوط ُبنيت في القرن التاسع عشر في فترة حكم المتصرفية. وعليها ثلاث لوحات تذكارية: الأولى تشير إلى وضع حجر الأساس لترميها، واللوحة الثانية تشير إلى اغتيال ابنها داني شمعون ابن البلدة أما اللوحة الثالثة تشير إلى إنجاز أعمال الترميم عام 1991.
- مسجد الأمير فخر الدين الأول ويرجع تاريخ تشييده إلى القرن السادس عشر ويعتبر تحفة الفن الهندسي المعماري ويشتهر بمئذنته المثمنة الأضلاع التي تضررت بعد زلزال عام 1630.
- كنيس دير القمر: هو أقدم كنيس يهودي في منطقة جبل لبنان.
- ضريح القبة  وهو كناية عن بناء ضخم مربع بقياس ستة أمتار من كل جانب وبارتفاع خمسة أمتار تعلوه قبة من عهد المعنيين مرقد الأمراء أحمد معن (1697) وحيد شهاب (1732) وابنه منصور (1770).

## أعلامها
- وردة نقولا الترك، (1797 - 1874) شاعرة .

## وصلات خارجية
- فيديو عن دير القمر - موقع يو تيوب على يوتيوب
- موقع دير القمر